# Riconoscimento di pattern
Il riconoscimento di pattern (in inglese pattern recognition) è una sottoarea dell'apprendimento automatico. Esso consiste nell'analisi e identificazione di pattern all'interno di dati grezzi al fine di identificarne la classificazione. La maggior parte della ricerca nel campo riguarda metodi di apprendimento supervisionato e non supervisionato.
Il riconoscimento di pattern ha come obiettivo quello di apprendere un classificatore di dati (pattern) basati su conoscenza a priori o informazioni statistiche estratte dai pattern. I pattern da classificare sono tipicamente gruppi di misure o osservazioni, che definiscono punti in un appropriato spazio multidimensionale (al contrario del pattern matching, in cui il pattern è specificato in modo rigido).
Il riconoscimento di pattern è studiato in molti campi, tra cui psicologia, psichiatria, etologia, scienze cognitive e informatica.